# Яшун-Б'алам IV
Яшун-Б'алам IV (27 серпня 709—768 або 769) — (ахав) Па'чана з 752 до 768 року.

## Життєпис

### Молоді роки
Син ахава Іцамнаах-Б'алама III і канульської принцеси Іш-Ух-Чан-Леєм. В останні роки батька намагався домогтися проголошення себе спадкоємцем. На підтвердження своїх прав в день 9.15.9.17.16, 12 Кіб 19 Яшк'ін (26 червня 741 року) Іцамнаах-Б'алам III і Яшун-Б'алам танцювали ритуальний танок з палицями «хасав-чан».
Не зважаючи на інтриги матері не зміг зайняти трон після смерті батька у 742 році. Після смерті батька не піддавався переслідуванням, а й займав високе становище. У день 9.15.13.6.9, 3 Мулук 17 Мак (21 жовтня 744 року) він грав в м'яч на майданчику «Трьох Перемог». Гра супроводжувалася принесенням в жертву бранця — володаря з Лакамтууна Ік'-Чіх. Потім в день закінчення періоду 9.15.15.0.0, 9 Ахав 18 Шуль (4 червня 746 року) Яшун-Б'алам брав участь у встановленні стели. В день 9.15.19.15.3, 10 Ак'баль 16 Во (13 березня 751 року) померла матір Яшун-Б'алама.
У травні 750 року він в масці та одязі бога дощу оглядав деяких бранців, хто вони невідомо. За різними версіями: або вороги держави, або вороги Яшун-Б'алама, який тоді розпочав боротьбу за владу. У червні того ж року він показаний у військовому вбранні разом з «сахалєм» з «Городища R» (Лаштуніча). У день 9.16.0.13.17, 6 Кабан 5 Поп (10 лютого 752 року) Яшун-Б'алам здійснив так званий передінтронізаційний полон Яш-Кіб'-Тоо'к'а, сахаля Пай-Лакам-Чаака володаря Вак'ааб'а. Ця акція була спрямована проти царство Йокіб-К'ін.

### Володарювання

#### Внутрішня політика
В день 9.16.1.0.0, 11 Ахав 8 Сек (3 травня 752 року) Яшун-Б'алам IV офіційно коронувався як новий ахав Па'чанського царства. У день сходження на трон він здійснив урочистий танок зі скіпетром К'авііля, в якому брала участь його головна дружина Іш-Чак-Чамі. Значний час приділяв діяльності для підтвердження його власної легітимності. Цьому насамперед служить одвірок 14. У багатьох випадках Яшун-Б'алам IV прямо наслідує батька. обвірки 15, 16 і 17, виготовлені при ньому, імітують одвірок 24, 25 і 26 часів Іцамнаах-Б'алама III.
Через дев'ять днів після коронації відвідав оновлений давній храм «Наах Чан Сууц'наль». На сороковий день царювання Яшун-Балам IV викликав бога Ах-К'ак'-О'-Чаака і ознаменував цю подію танцем з посохом «шукпі».
Правління Яшун-Б'алама IV характеризується небувалим посиленням місцевої еліти. Саме на його царювання припадає найбільша кількість монументальних текстів, присвячених сахалям. Останні супроводжують ахава на війні, беруть участь разом з ним у найважливіших ритуалах і навіть споруджують власні стели і одвірки, увіковічуючи свою причетність царській персоні. Практично всі па'чанські монументи цього часу, на яких фігурують сахалі, слідують своєрідному «канону». Як правило, це двофігурні композиції, де зображені Яшун-Б'алам IV і сахаль, вони позбавлені зовнішнього вираження ієрархії у відносинах між персонажами. Основний текст повідомляє про дії царя в цій сцені, в той час як зображення сахаля супроводжується написом із зазначенням імені та титулів.
Це відображало стан речей, коли Яшун-Б'алам IV спирався на підтримку потужної коаліції сахалів, які допомогли отрати трон, тому ахаву довелося розділити владу і вплив з політичними союзниками.

#### Походи
У 750-760-х роках здійснив низку успішних завоювань, завдяки яким Па'чан знову зміцнив свої позиції на Верхній Усумасінті. У день 9.16.4.1.1, 7 Іміш 14 Сек (9 травня 755 року) він розгромив прикордонну з Шукальнахом область …-Хук' і полонив якогось Ухоль-Мо', а його «головний сахаль» К'ан-Тоо'к'-Вайаб' полонив володаря якоїсь місцевості Кокто'. Цей похід було спрямовано на ослаблення позицій царства Йокіб у Верхній Усумасінті.
В день 9.16.8.3.18, 9 Ец'наб 11 Яшк'ін (14 червня 759 року) Яшун-Б'алам IV захопив у полон чоловіка на ім'я Т'уль-Чіік з титулом володар К'іна, важливої області в складі Йокіба. В лютому 767 року сановник Яшун-Балама IV приніс в жертву бранця — якогось Ек'-Чаналя. Наприкінця ахав мав титул «Володар дванадцяти бранців».

#### Будівництво
З 39 відомих великих споруд Яшчилан, які можна датувати, 1/3 були побудовані або перебудовані при Яшун-Б'аламі IV. У найвищій точці міста, поруч з батьківським «Будівлю 41», Яшун-Б'алам IV побудував «Будівлю 40», перед яким встановив свою коронаційну стелу 11. На Головній площі Яшчилану побудовано парадну тронну залу («Будівля 33») з різьбленими одвірками. Нижче Головної площі були побудовані палаци дружин Яшун-Б'алама IV — Іш-Чак-чами («Будівля 20»), Іш-Вак-Туун і Іш-Мут-Б'алам («Будівля 24»).
У 764 році над берегом Усумасінти було завершено будівництво палацу, що служив Йашун-Б'аламу IV резиденцією. Поруч з палацом розташовувалося «Будівля 12» з 7 входами. Далі на річковому березі стояла «Будівля 16» — храм викликання бога К'авііля.
Він багато зробив для збереження відомостей з династичної історії царства. Також переніс в «Будівлю 12» з невідомої стародавньої будови чотири одвірки VI ст. з переліком ранньокласичних володарів, створив свою власну, більш детальну версію царського списку на величезних ієрогліфічних сходах 1. В тексті з 480 ієрогліфів викладається історія Па'чанської держави, починаючи з засновника династії до самого Яшун-Б'алама IV.

### Останні роки
Останні дати, пов'язані з Яшун-Б'аламом IV, відповідають 768 року. У день 9.16.17.6.12, 1 Еб 0 Моль (20 червня 768 року) відбувся танок з обміном палицями «хасав-чан» між царем і братом його дружини, сахалєм Чак-Чамі. В день 9.16.17.12.10, 2 Ок 18 Мак (16 жовтня 768 року) Яшун-Б'алам IV ще був живий. Вважається, що він помер наприкінці 768 року або у січні-лютого 769 року.

## Родина
Дружина — Іш-Чак-Чамі, з роду сахалів
Діти:
- Іцамнаах-Б'алам IV

Дружина — Іш-Вак-Халам-Чан, принцеса з держави Ік'
Дружина — Іш-Вак-Туун, принцеса з держави Ік'
Дружина — Іш-Мут-Балам, принцеса з держави Хіш-Віц